# 50. pr. n. št.
50. pr. n. št. je peto desetletje v 1. stoletju pr. n. št. med letoma 59 pr. n. št. in 50 pr. n. št.. 

## Dogodki
Pomembne osebnosti
- Julij Cezar, rimski cesar (100 - 44 pr. n. št., vladal 46 - 44 pr. n. št.)
- Kleopatra VII., egipčanska faraonka (70/69 - 30 pr. n. št., vladala 51 - 30 pr. n. št.).